# Valentin Madouas
Valentin Madouas (ur. 12 lipca 1996 w Brest) – francuski kolarz szosowy, medalista olimpijski w wyścigu ze startu wspólnego (2024).
Jego ojciec, Laurent Madouas, także był kolarzem.

## Najważniejsze osiągnięcia
2016
- 1. miejsce na 2. etapie Kreiz Breizh

2018
- 1. miejsce w klasyfikacji młodzieżowej Tour du Haut Var
- 2. miejsce w Paryż-Camembert
- 1. miejsce w klasyfikacji młodzieżowej Route d’Occitanie
- 1. miejsce w Paryż-Bourges

2019
- 1. miejsce w klasyfikacji młodzieżowej Etoile de Bessèges
- 2. miejsce w Classic de l’Ardèche
- 2. miejsce w La Drôme Classic

2020
- 2. miejsce w Grand Prix d'Ouverture La Marseillaise

2021
- 1. miejsce w La Polynormande
- 3. miejsce w Tour du Jura
- 2. miejsce w Classic Loire Atlantique
- 2. miejsce w Boucles de l’Aulne

2022
- 1. miejsce w klasyfikacji górskiej Paryż-Nicea
- 3. miejsce w Ronde van Vlaanderen
- 1. miejsce w klasyfikacji górskiej Tour du Limousin
- 1. miejsce w Tour du Doubs
- 3. miejsce w Tour de Luxembourg
  - 1. miejsce na 1. i 5. etapie

2023
- 2. miejsce w Strade Bianche
- 1. miejsce w mistrzostwach Francji (start wspólny)
- 1. miejsce w Bretagne Classic Ouest-France

2024
- 2. miejsce w igrzyskach olimpijskich (start wspólny)

2025
- 3. miejsce w Tro-Bro Léon

## Starty w Wielkich Tourach
| Wyścig | 2019 | 2020 | 2021 | 2022 | 2023 | 2024 | 2025 |
| ------ | ---- | ---- | ---- | ---- | ---- | ---- | ---- |
| Giro   | 13.  | -    | -    | -    | -    | -    | -    |
| Tour   | -    | 27.  | 42.  | 10.  | 20.  | 25.  | 21.  |
| Vuelta | -    | -    | -    | -    | -    | -    | -    |

## Rankingi
| Rok             | 2016  | 2017  | 2018 | 2019 | 2020 | 2021 | 2022 | 2023 | 2024 |
| --------------- | ----- | ----- | ---- | ---- | ---- | ---- | ---- | ---- | ---- |
| UCI World Tour  | -     | -     | 128. |      |      |      |      |      |      |
| World Ranking   | 1185. | 1179. | 90.  | 115. | 100. | 71.  | 33.  | 27.  | 42.  |
| UCI Europe Tour | 805.  | 834.  | 29.  | 95.  | 84.  | 60.  | 27.  | 25.  | 32.  |
|                 |       |       |      |      |      |      |      |      |      |
| Źródło: UCI     |       |       |      |      |      |      |      |      |      |